# ليام ايزكيل
ليام ايزكيل (بالإنجليزية: Liam Ezekiel)‏ هو لاعب كرة قدم أمريكية أمريكي، ولد في 30 أكتوبر 1982 في أرلينغتون ‏ في الولايات المتحدة.

## وصلات خارجية
- ليام ايزكيل على موقع مرجع كرة القدم المحترفة.كوم (الإنجليزية)